# Making Your Mind Up
"Making your mind up"  (em português: Decide-te) foi a canção que representou o Reino Unido no Festival Eurovisão da Canção 1981, interpretada em inglês pela banda Bucks Fizz. O referido tema tinha letra de Andy Hill, música de John Danter e foi orquestrada por John Coleman. 

## Letra
A canção tem uma letra considerada por muitos críticos como muito pobre e  sem sentido repetindo muitas vezes o refrão "Making your mind up" , no sentido do amante querer ou não manter uma relação amorosa. A coreografia pelo contrário é rica, com muito movimento (dança), cor e seguindo o modelo Abba: quatro elementos (dois masculinos, dois femininos).
A canção britânica foi a 14.ª a desfilar no certame (depois da canção norueguesa "Aldri i livet por Finn Kalvik e antes da canção portuguesa "Playback", cantada por Carlos Paião. A canção britânica foi a grande vencedora do festival  de 1981 recebendo 136 pontos. Foi n.º 1 em vários países europeus (Espanha, Dinamarca, Bélgica, Áustria, Países Baixos, Dinamarca e claro Reino Unido e Irlanda. 